# パトリシア・モラーズ
パトリシア・モラーズ（Patricia Moraz、1939年9月23日 - 2019年4月16日）は、フランス及びスイスの映画監督、脚本家、映画プロデューサーである。キーボーディストのパトリック・モラーツは弟。

## 来歴・人物
1939年、フランス オート＝サヴォワ県のサランシュに生まれる。幼少時代をスイスとアルジェリアで過ごし、教師や記者として働いた。
1968年、4人の若手監督クロード・シャンピオン、フランシス・ロイセール、ジャック・サンドス、イヴ・イェルサンが、自分たちの製作会社「ミロス・フィルム」での第一作、オムニバス映画『Quatre d'entre elles』をつくる際、そのうちの一篇、ロイセール監督の『22 ans - Patricia』の主演女優としてデビューした。翌1969年、ロイセール監督の長篇デビュー作『Vive la mort』で、監督と共同で脚本を書き、脚本家としてデビューする。ロイセールとはのちの『Le Grand soir』（1976年）にも共同で脚本を書いている。アラン・タネール、クロード・ゴレッタとともに「グループ5」社を設立したジャン＝ルイ・ロワ監督の『Black Out（ブラック・アウト）』（1971年）に共同監督として参加する。
1977年、長編映画『インディアンはまだ遠くに』で映画監督としてデビューする。イザベル・ユペールを主演にしたフランス・スイス合作映画である。同作は、同1977年のロカルノ国際映画祭でエキュメリック審査員特別賞を獲得した。1980年には、スイス・フランス・ベルギー合作の第二作『Le Chemin perdu（失われた道）』を監督した。ヌーヴェルヴァーグの重要な作家であり人類学者ジャン・ルーシュの弟子でもあるジャクリーヌ・ヴーヴ監督と並んで、1970年代の「ヌーヴォー・シネマ・スイス」の生んだ女性監督と目された。
1984年には映画プロデューサーとして、『Strangulations blues』（1980年）など短篇を撮っていた当時24歳のレオス・カラックス監督に、長篇映画『ボーイ・ミーツ・ガール』を撮らせ、映画監督としてデビューさせた。同作は、同年の第37回カンヌ国際映画祭のパラレルセクションで上映され、青年のための賞をカラックス監督が受賞した。
1991年には、ヴェルナー・シュレーター監督の『Malina』で、インゲボルク・バッハマンの小説を原作に、小説家のエルフリーデ・イェリネク（ミヒャエル・ハネケ監督の『ピアニスト』の原作者）が書いた脚本に関わり、フランス語脚本を書いた。
2019年4月16日、パリで死去した。79歳没。

## フィルモグラフィー
- 22 ans - Patricia　オムニバス『Quatre d'entre elles』の一篇　1968年　主演

監督フランシス・ロイセール
参加監督クロード・シャンピオン、フランシス・ロイセール、ジャック・サンドス、イヴ・イェルサン、製作会社ミロス・フィルム（レ・ヴェリエール）
- Vive la mort　1969年　共同脚本　※脚本デビュー作

監督・脚本・編集フランシス・ロイセール、撮影レナート・ベルタ、音楽パトリック・モラーツ、製作フレディ・ランドリー、ミシュリーヌ・ランドリー＝ベガン、製作会社ミロス・フィルム、フレディ・ランドリー・プロデュクション
- Black Out（ブラック・アウト）　1971年　　共同脚本

脚本・監督ジャン＝ルイ・ロワ、撮影ロジェ・バンパージュ、主演リュシ・アヴネー、製作会社グループ5、コンドル・フィルム、パノラ・フィルム、テレヴィジオン・スイス・ロマンド（TSR、ジュネーヴ）
- Le Grand soir　1976年　共同脚本

監督・脚本フランシス・ロイセール、共同脚本ジャック・ベイナック、撮影レナート・ベルタ、録音リュック・イェルサン、出演ニエル・アレストラップ、製作会社アルトコ・フィルム（ジュネーヴ）、キャディア（ローザンヌ）、C.E.C.R.T.（パリ）　
- インディアンはまだ遠くに Les Indiens sont encore loin　1977年　監督・脚本　※監督デビュー作、ロカルノ国際映画祭でエキュメリック審査員特別賞受賞

撮影レナート・ベルタ、録音リュック・イェルサン、出演イザベル・ユペール、クリスティーヌ・パスカル、ニコール・ガルシア、製作会社フィルム・コレクティヴ（チューリッヒ）、フランス国立視聴覚研究所（INA、パリ）、レ・フィルム・2001（パリ）、テレヴィジオン・スイス・ロマンド（TSR、ジュネーヴ）
- Le Chemin perdu（失われた道）　1980年　監督・脚本

脚本協力セルジュ・シューキン、撮影サシャ・ヴィエルニー、録音リカルド・カストロ、音楽パトリック・モラーツ、出演シャルル・ヴァネル、デルフィーヌ・セイリグ、マガリ・ノエル、クリスティーヌ・パスカル、製作会社アビレーヌ・プロデュクシオン、カクテュス・フィルム、F3（ブリュッセル）、MK2プロデュクシオン
- La Bête noire　1983年　アソシエイト・プロデューサー

監督パトリック・シャピュ、撮影リシャール・コパンス、出演リシャール・ボーランジェ、サビーヌ・オードパン、ベルナデット・ラフォン、製作会社シネテーク、スターダスト・プロデュクシオン
- ボーイ・ミーツ・ガール Boy Meets Girl　1984年　プロデューサー　※第37回カンヌ国際映画祭パラレルセクション上映、青年賞受賞

監督・脚本レオス・カラックス、製作総指揮アラン・ダアン、撮影ジャン＝イヴ・エスコフィエ、出演ドニ・ラヴァン、ミレーユ・ペリエ、製作アビレーヌ・プロデュクシオン
- L'Arbre sous la mer　1985年　テクニカルコンサルタント

監督・脚本フィリップ・ミュイル
- Malina　1991年　フランス語脚本

監督ヴェルナー・シュレーター、原作インゲボルク・バッハマン、脚本エルフリーデ・イェリネク、出演イザベル・ユペール、マチュー・カリエール

## 註
1. 1 2 3  “MORAZ Patricia” (French). Les Gens du cinéma. 2019年4月25日時点のオリジナルよりアーカイブ。2019年4月26日閲覧。
2. 1 2 3 4  Frédéric Maire (2019年4月23日). “Disparition de la cinéaste Patricia Moraz” (French).  Cinémathèque suisse. 2019年4月23日時点のオリジナルよりアーカイブ。2019年4月26日閲覧。
3. ↑  シネマテーク・スイスの公式サイトのREDECOUVRIR LE NOUVEAU CINEMA SUISSEでの記述より。
4. ↑  “Décès de la réalisatrice et productrice Patricia Moraz” (French). AFP. TV5MONDE. (2019年4月23日).  オリジナルの2019年4月25日時点におけるアーカイブ。 2019年4月26日閲覧。